# كريستوفر وونغ
كريستوفر وونغ (بالإنجليزية: Christopher Wong)‏ هو ملحن ومخرج أمريكي، ولد في 1950.

## وصلات خارجية
- كريستوفر وونغ على موقع IMDb (الإنجليزية)
- كريستوفر وونغ على موقع ألو سيني (الفرنسية)
- كريستوفر وونغ على موقع أول موفي (الإنجليزية)
- كريستوفر وونغ على موقع قاعدة بيانات الفيلم (الإنجليزية)
- كريستوفر وونغ على موقع كينوبويسك (الروسية)